# ヨルゲン・ニクラセン
ヨルゲン・ニクラセン（フェロー語: Jørgen Niclasen、1969年1月17日 - ）は、フェロー諸島の政治家、人民党党首。
第1次ヨハネセン内閣では副首相および外務大臣を務め、第2次ヨハネセン内閣では財務大臣に就任した。